# (24829) Berounurbi
(24829) Berounurbi est un astéroïde de la ceinture principale.

## Description
(24829) Berounurbi est un astéroïde de la ceinture principale. Il fut découvert le 22 septembre 1995 à l'Observatoire d'Ondřejov par Lenka Šarounová. Il présente une orbite caractérisée par un demi-grand axe de 2,29 UA, une excentricité de 0,14 et une inclinaison de 5,8° par rapport à l'écliptique.

## Compléments